# Obrium cordicolle
Obrium cordicolle es una especie de escarabajo longicornio del género Obrium, clasificada en la tribu Obriini, de la subfamilia Cerambycinae. Fue descrita por Bates en 1870.
La especie mide 4,78-5,5 mm de longitud y el período de actividad en adultos se presenta en diciembre. Se distribuye por Brasil, Costa Rica, Panamá y Venezuela.